# Frank Ferrucci (Komponist)
Frank Ferrucci (* 21. Mai 1951; † 29. Juli 2025) war ein US-amerikanischer Musiker (Piano, Keyboard) und Filmkomponist.

## Leben und Wirken
Ferucci wuchs in Southington, Connecticut, in einer italienischstämmigen Familie auf. Mit fünf Jahren begann er Klavierunterricht zu nehmen; an der Southington High School trat er mit seiner Band auf. Sein Ingenieursstudium an der Tufts University brach er ab und nahm ein Musikstudium am Berklee College of Music auf.
In den 1970er-Jahren lebte Ferucci in New York City, zunächst in der Bowery, wo viele Musiker seiner Generation lebten und auftraten. Er war Mitbegründer der Eightonal Coalition, Inc., einer gemeinnützigen Organisation zur Förderung der darstellenden Künste, der Tontechnik und der Kunsterziehung. Von 1977 bis 1980 sponserte die Eightonal Coalition The Brook, einen Aufführungs- und Proberaum für Jazz, Tanz, Poesie und Performancekunst in der West 17th Street. Es wurde zur Heimat befreundeter Künstler und führte zu Kooperationen, darunter mehrere von Ferucci komponierte Stücke für Tanzkompanien. Ferucci trat nicht nur im The Brook auf, sondern auch im Dance Theatre Workshop und vielen anderen. Einige Jahre lang spielte er mit Gato Barbieri, was zu weltweiten Tourneen und auch einem Auftritt in der Carnegie Hall führte. 1982 legte er unter eigenem Namen das Album Jewel Eyes (Wren Records) vor, entstanden mit Studiomusikern wie Jim Clouse, Richie Morales, Ed Palermo und Daniel Ponce.
Feruccis Beginn in der Filmmusik, die vermehrt zum Schwerpunkt seiner Karriere wurde, fiel mit der Geburt seiner Tochter zusammen. Er spielte und komponierte Musik für Dokumentarfilme von National Geographic bis hin zu Spielfilmen. Jahrelang teilte er sich das Passport Recording Studio mit seinem Partner Scott Lehrer. Ferucci schrieb die Musik von Fallout (1995), Strangers Kiss von Matthew Chapman (1983) und für die TV-Serie Journey to Planet Earth (2003).

## Diskographische Hinweise
- Film Music Inspired by the Indian Railway (2008)
- Music of the Americas Ensemble